# 人民广场 (长春市)
43°53′04″N 125°19′05″E / 43.88446°N 125.31807°E
人民广场位于吉林省长春市南关区与朝阳区的交界处，是长春市的地标之一，被认为是长春市的「地理中心」。

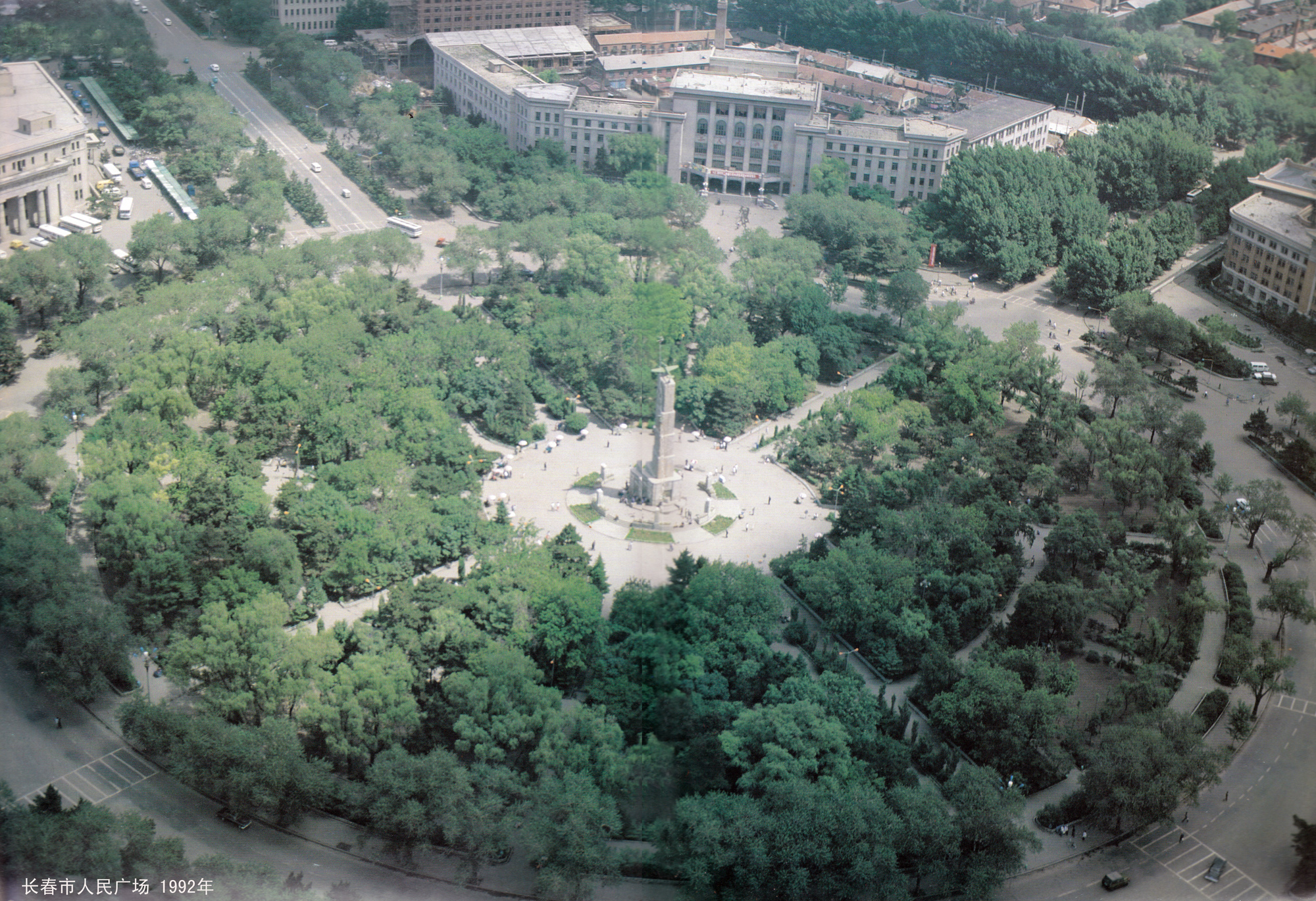
1992年的人民广场，图中东北-西南走向道路即为人民大街

## 历史
人民广场地处长春旧城的西北方向，清末之前曾被用做刑场。 1932年，长春被定为满洲国的国都，并改名为新京。次年，根据《大新京都市计划》，将满铁附属地内新京驿（今长春火车站）正前方的街道中央通（今人民大街胜利公园以北路段）向南延伸，形成大同大街（今人民大街），作为城市的南北中轴线。在其中心部位，与兴安大路（今西安大路）、长春大街、民康路和建国路（今建政路）交汇处，设置了规模庞大的圆形环岛广场，命名为大同广场，作为城市的中心。
1945年8月，日本战败投降，苏联红军进驻长春，大同广场更名为斯大林广场。1946年，国民政府将广场名称改为中正广场。1948年10月，中国人民解放军占领长春，中正广场更名为人民广场。

## 风貌特色
人民广场在设计上完美地体现了霍华德的“田园城市”规划理论。广场外径300米（含路宽），内径220米，占地面积70686平方米，6条道路以广场环岛为中心呈放射状排列。广场中心点原设有满洲国水准原点石标，1945年8月，进驻长春的苏军先遣部队挖掉该石标，在此修建了高达27.5米的苏联红军烈士纪念塔，塔顶为一架战斗机模型。
广场环岛内遍植苍松、翠柏、垂柳、白桦、椴、槐、枫、榶槭、水曲柳、黄菠罗以及丁香、樱花、四季海棠等花木3000多株。
广场周边围绕着六座近现代建筑，具体信息见下。

## 周边建筑
| 图像 | 原名                                   | 现名                       | 现地址                   | 建成时间 | 设计者                       | 目前使用单位/现状                      |
|      | 苏军烈士纪念塔                         | 苏军烈士纪念塔             | 广场中心                 | 1945年   | 苏联建筑师                   | 苏联红军烈士纪念塔                     |
|      | 新京特别市公署大楼                     | 已拆除                     | 广场东南                 | 1933年   | 日本相贺兼介                 | 1996年拆除，原址新建中共长春市委办公楼 |
|      | 首都警察厅建筑                         | 伪满洲国首都警察厅旧址     | 广场西南，人民大街2627号 | 1934年   | 日本相贺兼介                 | 长春市公安局                           |
|      | 满洲电信电话株式会社本部大楼“电电大楼” | 伪满洲电信电话株式会社旧址 | 广场西侧，人民大街2599号 | 1935年   | 日本岩田敬二郎               | 中国联通长春分公司                     |
|      | 滿洲中央銀行总行建筑                   | 伪满洲国中央银行旧址       | 广场西北                 | 1938年   | 日本西村好时设计所           | 中国人民银行长春中心支行               |
|      | 吉林省宾馆                             |                            | 广场东侧，人民大街2598号 | 1957年   | 城市建设部长春民用建筑设计院 | 吉林省宾馆                             |
|      | 工人文化宫                             |                            | 广场东北，人民大街2302号 | 1958年   | 中国黄建凯                   | 工人文化宫                             |

## 公共交通

### 地面交通
机场巴士1号线、3路、3路B、3路A、机场巴士6号线、5路、6路、6路夜车、12路、13路、14路、17路、19路、22路、64路、66路、80路、102路、104路、111路、112路、119路、119路(夜间通宵车)、124路、160路、226路、254路、255路、256路、259路、261路、266路、268路、269路、273路、281路、306路、306路(夜间通宵车)、312路、331路、332路、333路、349路、350路、351路、352路、353路、354路和364路。

### 轨道交通
长春轨道交通一号线、长春轨道交通五号线（在建）。